# Kangeli
Kangeli is een bestuurslaag in het regentschap Oost-Soemba van de provincie Oost-Nusa Tenggara, Indonesië. Kangeli telt 1404 inwoners (volkstelling 2010).